# Luís Cabral de Oliveira de Moncada
Luís Cabral de Oliveira de Moncada ou Luís Cabral de Moncada GOSE • GCSE (Lisboa, 19 de Outubro de 1888 – Coimbra, 9 de Abril de 1974) foi um jurista e professor de Direito da Universidade de Coimbra. Doutorado em Direito em 1919, Professor Catedrático desde 1924, leccionou História do Direito Romano, História do Direito Português, Noções Fundamentais de Direito Civil e Filosofia do Direito e do Estado. Notabilizou-se pelas suas publicações na área da filosofia e da história do Direito.

## Biografia
Cursou os estudos liceais no Colégio de São Fiel, licenciou-se em Direito pela Faculdade de Direito da Universidade de Coimbra, concluindo o curso no ano de 1911. No ano seguinte (1912) ingressou na magistratura do Ministério Público onde permaneceu em funções entre 1913 e 1918.
Doutorou-se em 1919, na Universidade de Coimbra, defendendo uma dissertação intitulada A Reserva Hereditária no Direito Romano, Peninsular e Português, sendo nesse ano contratado como docente daquela Universidade. A sua carreira de docente na Faculdade de Direito da Universidade de Coimbra levou-a a ser nomeado professor catedrático em 1924, passando a dirigir as cadeiras de História do Direito.
Apesar de inicialmente dedicado ao estudo dos aspectos histórico-jurídicos, alargou o seu ensino à filosofia, desenvolvendo parte da sua obra no campo do estudo da Filosofia do Direito e do Estado, criando em 1937 uma cadeira que reintegrou aquelas matérias no ensino universitário português.
Exerceu as funções de director da Faculdade de Direito (1955 a 1958) e de vice-reitor da Universidade de Coimbra (1932 a 1940).
Por proposta de Portugal, foi juiz (1934 a 1936) no Tribunal Internacional do Sarre criado pela Sociedade das Nações.
A 17 de Março de 1938 foi feito Grande-Oficial da Ordem Militar de Sant'Iago da Espada e a 6 de Junho de 1969 foi elevado a Grã-Cruz da mesma Ordem.
Exerceu toda a sua carreira académica durante o regime do Estado Novo, com o qual estava alinhado. Neste contexto, produziu pareceres científicos ao serviço do regime político vigente em detrimento da verdade científica, exibindo uma flagrante parcialidade evidente na forma como fundamentava as suas escolhas. 

## Obra publicada
- Estudos Filosóficos e Históricos (2 volumes);
- Filosofia do Direito e do Estado (2 volumes);
- Memórias, Luís Cabral de Moncada, Pessoas, Factos, Ideias 1888-1974, Verbo, 1993.
- O casamento em. Portugal na Idade-Média, Boletim da Faculdade de Direito 7, 1921-23, p. 1-32.
- Democracia, Boletim da Faculdade de Direito 38, 1962, p. 1-28.
- O direito internacional público e a filosofia do direito, Boletim da Faculdade de Direito 31, 1955, p. 36-71.
- O Direito como objecto de conhecimento, 47, Boletim da Faculdade de Direito 1971, p. 1-20.
- Direito positivo e ciência do direito, Boletim da Faculdade de Direito 20, 1944, p. 72-117.
- Epistemologia jurídica, Boletim da Faculdade de Direito 24, 1948, p. 167-179; 25, 1949, p. 409-420; 26, 1950, p. 154‑176; 27, 1951, p. 211-227.
- Da Essência e Conceito do Político, Boletim da Faculdade de Direito 37, 1961, p. 1-32.
- As ideias políticas depois da Reforma: Jean Bodin, Boletim da Faculdade de Direito 23, 1947, p. 39-55.
- Introdução ao estudo da história, Boletim da Faculdade de Direito 26, 1950, p. 97-106.
- Mística e racionalismo em Portugal no século XVIII, Boletim da Faculdade de Direito 28, 1952, p. 1-98.
- Para a História da Filosofia em Portugal no século XX, Boletim da Faculdade de Direito 36, 1960, p. 1-15.
- Para uma rigorosa temática filosófico-jurídica, Boletim da Faculdade de Direito 40, 1964, p. 1-22.
- A posse de «Ano e Dia» e a prescrição aquisitiva nos costumes municipais portugueses, Boletim da Faculdade de Direito 10, 1926-28, p. 121-149.
- O problema do direito natural no pensamento contemporâneo, Boletim da Faculdade de Direito 25, 1949, p. 251-279.
- O «século XVIII» na legislação de Pombal, Boletim da Faculdade de Direito 9, 1925-26, p. 167-202.
- Subsídios para uma história da Filosofia do Direito em Portugal, Boletim da Faculdade de Direito 14, 1937-38, p. 105-146; 259-342; 15, 1938-39, p. 25-117.
- O «Tempo», o «Trastempo» e a prescrição aquisitiva nos costumes municipais portugueses, Boletim da Faculdade de Direito 11, 1929, p. 16-60.
- A «traditio» e a transferência da propriedade imobiliária- no direito português (séculos XII-XV), Boletim da Faculdade de Direito 6, 1920-21, p. 472-496.
- Do valor e sentido da Democracia, Boletim da Faculdade de Direito 12, 1930-31, p. 1-106.
- O Processo perante a Filosofia do direito, pl. 15, Homenagem ao Doutor José Alberto dos Reis, Boletim da Faculdade de Direito 1, 1961, p. 55-100.
- Teoria e ideologia em política, Boletim da Faculdade de Direito 50, 1974, p. 301-321.
- O problema do critério do contrato administrativo e os novos contratos - programa, Estudos em Homenagem ao Prof. Doutor J. J. Teixeira Ribeiro, II, Iuridica, 1979 (impr. 1980), p. 585-637.
- A empresa pública e o seu regime jurídico: aspectos gerais, Estudos em Homenagem ao Prof. Doutor Afonso Rodrigues Queiró, I, Direito Económico, 1984 (impr. 1989), p. 565-620.

Colaborou com a revista Nação Portuguesa.